# ذا أنومالي
ذا أنومالي (بالإنجليزية: The Anomaly)‏ هو فيلم خيال علمي إثارة أكشن بريطاني تم إنتاجه في سنة 2014 وهو من إخراج نويل كلارك وبطولته أيضاً بالاشتراك مع إيان سومرهالدر وبراين كوكس والكسيس ناب.

## القصة
الفيلم يدور في حياة مستقبلية حول معركة للسيطرة على العقل باستخدام أحدث التكنولوجيا الحيوية، حيث يستيقظ الجندي السابق (ريان ريف) في الجزء الخلفي من سيارة تتحرك، وبجواره صبي صغير مأخوذ كسجين، يحرره، ويبدأ العمل على فهم ما يحدث، بينما ينتقل عقله مرارا وتكرارا بين عالمين موازيين، يتحد مع الغامضة (دانا) ليحارب المنظمة التي حاكت المؤامرة ضده، والمعروفة باسم (الانحراف) بقيادة (هاركين لانغام).

## البطولة
- نويل كلارك بدور راين ريف
- الكسيس ناب بدور دانا
- براين كوكس بدور دكتور يويد لانغهام
- إيان سومرهالدر بدور العميل هاركين لانغهام
- ريتشل جويت بدور مارغريت
- لوك هيمسوورث بدور العميل ريتشارد إيكين
- ألي كوك بدور العميل ترافيس
- آرت باركنسون بدور أليكس

## التقييم
الفيلم نال انتقادات عديدة في موقع الطماطم الفاسدة وحاز على تقييم 0% بناءً على 16 مراجعة، وعلى موقع ميتاكريتيك حاز على درجة 27 من 100 وحاز أيضاً على 7 انتقادات معظمها كانت سلبية.

## وصلات خارجية
- ذا أنومالي على موقع IMDb (الإنجليزية)
- ذا أنومالي على موقع ميتاكريتيك (الإنجليزية)
- ذا أنومالي على موقع روتن توميتوز (الإنجليزية)
- ذا أنومالي على موقع قاعدة بيانات الأفلام العربية
- ذا أنومالي على موقع ألو سيني (الفرنسية)
- ذا أنومالي على موقع Turner Classic Movies (الإنجليزية)
- ذا أنومالي على موقع أول موفي (الإنجليزية)
- ذا أنومالي على موقع فيلمافينيتي (الإسبانية)
- ذا أنومالي على موقع قاعدة بيانات الأفلام السويدية (السويدية)
- ذا أنومالي على موقع قاعدة بيانات الفيلم (الإنجليزية)

- ذا أنومالي على قاعدة بيانات على الإنترنت